# 民族联盟 (意大利)
民族联盟是意大利的一个已不存在的政党。
民族联盟的前身为新法西斯主义政党意大利社会运动。1995年，该党的领导人詹弗蘭科·菲尼将该党党名变更，并使政党的政策稳健化，试图从极右翼政党向右翼政党过渡。这一政策使得其在意大利民众中的支持率上升。
法西斯意大利领袖贝尼托·墨索里尼的孙女亚历山德拉·墨索里尼曾加入过该党。2003年，詹弗蘭科·菲尼以意大利副总理的身份访问以色列，对墨索里尼政权歧视并屠杀犹太人表示道歉，将法西斯主义形容为“绝对的罪恶”。亚历山德拉对此无法认同，因而退党。
2009年3月22日，民族联盟和意大利力量党等其它右翼政党合并为自由人民党。